# Џуниор (Западна Вирџинија)
Џуниор (енгл. Junior) град је у америчкој савезној држави Западна Вирџинија.

## Демографија
По попису из 2010. године број становника је 520, што је 70 (15,6%) становника више него 2000. године.
| Група             | 2000.       | 2010.       |
| Белци             | 443 (98,4%) | 516 (99,2%) |
| Афроамериканци    | 0 (0,0%)    | 2 (0,4%)    |
| Азијати           | 0 (0,0%)    | 0 (0,0%)    |
| Хиспаноамериканци | 2 (0,4%)    | 3 (0,6%)    |
| Укупно            | 450         | 520         |